# Bound 2
Bound 2 è un singolo del rapper statunitense Kanye West, pubblicato il 28 agosto 2013 come secondo estratto dal sesto album in studio Yeezus.
Il singolo ha ricevuto due candidature ai Grammy Awards 2015 come migliore canzone rap e migliore collaborazione con un artista rap.

## Produzione
Il brano è stato prodotto dallo stesso West e da Che Pope, all'epoca direttore della sua etichetta GOOD Music, con l'aggiunta dei frequenti collaboratori Noah Goldstein, Eric Danchick, Mike Dean e dello storico mentore No I.D.
Goldstein si è anche occupato dell'ingegneria del suono, lavorando insieme ad Anthony Kilhoffer agli Studios de la Seine di Parigi, mentre il missaggio è stato affidato a Manny Marroquin dei Larrabee Studios di Los Angeles.

## Descrizione

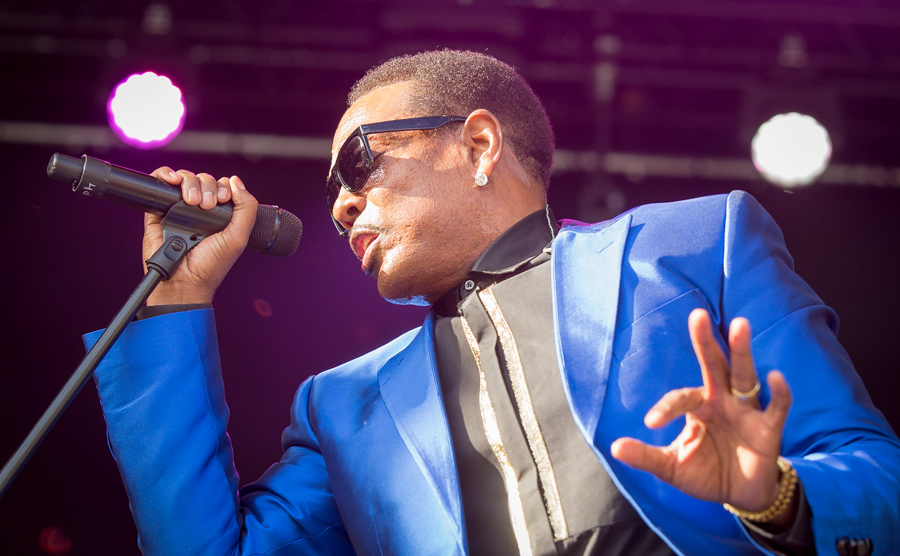
Il cantante soul Charlie Wilson appare come voce non accreditata

Ultima traccia di Yeezus, la canzone è caratterizzata da campionamenti di genere soul, che ricordano lo stile di produzione di West nei suoi primi progetti, come The College Dropout. Questo la differenzia dagli altri brani dell'album, che si compongono di musica elettronica, industriale e sperimentale e di suoni perlopiù distorti e oscuri.
La canzone è prevalentemente costruita attorno a un campione tratto da Bound, una canzone del gruppo soul statunitense Ponderosa Twins Plus One risalente al 1971. Le frasi "Uh-huh honey" e "Alright" sono state invece campionate dalla canzone rockabilly Sweet Nothin's pubblicata nel 1959 da Brenda Lee. Infine, interpolazioni della canzone You Can Fly On My Aeroplane del 1977 compongono il bridge, cantato dal cantante soul e R&B Charlie Wilson.
Rick Rubin, produttore esecutivo di Yeezus, ha spiegato che l'intera canzone era stata scritta senza il campione principale, che fu un'aggiunta dell'ultimo minuto. La traccia conteneva molti elementi R&B, poi rimossi per integrare al meglio il campione di Bound, lasciando una linea di basso nel ritornello, che fu elaborato per avere un tocco post-punk, nello stile di Alan Vega e dei Suicide.
A febbraio 2014, durante un DJ set, Hudson Mohawke, produttore di due tracce di Yeezus, ha rivelato una versione originale di Bound 2, diventata poi nota come Bound 1, di sua produzione. Il rapper Tyler, the Creator ha dichiarato di essere tra i produttori della versione originale.

## Promozione
Il 9 settembre 2013, in occasione della sua partecipazione al Late Night di Jimmy Fallon, West ha proposto il brano, esibendosi live insieme a Charlie Wilson, i The Roots e a un coro maschile. Bound 2 è stato proposto nuovamente il 17 settembre successivo al Later... with Jools Holland, durante il quale West e Charlie Wilson si sono esibiti in una versione rivisitata del brano.
West si è esibito in Bound 2 in tutte le 45 date del The Yeezus Tour, tra ottobre 2013 e febbraio 2014 negli Stati Uniti e a settembre 2014 in Australia.

## Tracce
Download digitale
1. Bound 2 – 3:49

## Video musicale
Il video musicale del brano è stato presentato da West al The Ellen DeGeneres Show il 19 novembre 2013 e pubblicato lo stesso giorno. Registrato dal fotografo britannico Nick Knight, il video si apre con filmati slow-motion di aquile e cavalli e panoramiche di deserti, montagne e praterie, alle quali subentra West. Il rapper è ripreso mentre guida una Honda CRF lungo paesaggi americani sud-occidentali, in particolare la Monument Valley, con l'allora partner Kim Kardashian che siede di fronte a lui in topless, alternando primi piani dell'uno o dell'altra.
Il video fu molto discusso fin da subito, anche a causa dell'impatto mediatico della coppia, che all'epoca aveva appena annunciato il fidanzamento. In particolare, ad attirare l'attenzione dei media sono stati l'uso inadeguato del green screen per lo sfondo e degli effetti speciali, e il ruolo della Kardashian, che appare parzialmente nuda e accasciata sul compagno, scena definita da alcuni giornali come softcore. Nell'arco di due giorni il video aveva già raggiunto 7 milioni di visualizzazioni su YouTube, accumulando 50.000 dislike e 13.000 like.
Il 25 novembre 2013 è stata pubblicata una parodia shot-for-shot dal nome Bound 3 con protagonisti gli attori James Franco e Seth Rogen, che interpretano rispettivamente Kanye West e Kim Kardashian, registrata durante le riprese del loro film The Interview. Una parodia del videoclip e del brano stesso è stata inclusa nell'episodio The Hobbit della sitcom animata South Park uscito l'11 dicembre 2013. Il 21 dicembre, durante il Saturday Night Live, è andata in onda una parodia del video recitata da Jay Pharoah e Nasim Pedrad, che imitano la coppia seduti sulla renna Rudolph.
In un'intervista al programma radiofonico The Breakfast Club del 26 novembre 2013, West ha spiegato quali erano le sue intenzioni:
(Kanye West)

## Accuse di violazione del diritto d'autore
Il 23 dicembre 2013, Ricky Spicer, cantante dei Ponderosa Twins Plus One, ha intentato una causa legale contro Kanye West, citando in giudizio anche le etichette discografiche Roc-A-Fella Records, The Island Def Jam Music Group, Rhino Entertainment e Universal Music Group, per aver violato il diritto d'autore includendo la sua voce nella canzone senza permesso. Spicer ha richiesto un risarcimento o l'immediata interruzione dell'uso della sua voce da parte di West.
Il 18 aprile 2014 Spicer ha citato in giudizio anche Vogue e la sua casa editrice Condé Nast per avere usato Bound 2 in un video "dietro le quinte" sulla nuova copertina della rivista, che vedeva West e la Kardashian come protagonisti.
Il 27 maggio 2015 è stato annunciato che le parti avevano raggiunto un accordo transattivo confidenziale.

## Formazione
Musicisti
- Ye – voce
- Charles Wilson – voce
- Mike Dean – basso, chitarra

Produttori
- Ye – produzione
- Che Pope – produzione
- Noah Goldstein – produzione, ingegneria del suono
- Eric Danchick – produzione
- Mike Dean – produzione
- Ernest Wilston – produzione
- Manny Marroquin – missaggio
- Anthony Kilhoffer – ingegneria del suono

## Classifiche
| Classifiche settimanali (2013) | Posizione massima |
| ------------------------------ | ----------------- |
| Australia                      | 56                |
| Belgio (Fiandre)               | 44                |
| Canada                         | 74                |
| Irlanda                        | 68                |
| Regno Unito                    | 55                |
| Regno Unito (Hip Hop/R&B)      | 10                |
| Stati Uniti                    | 12                |
| Stati Uniti (Hip Hop/R&B)      | 3                 |

| Classifiche annuali (2014) | Posizione |
| -------------------------- | --------- |
| Stati Uniti (Hip Hop/R&B)  | 71        |

## Remix
Nell'aprile 2014, il duo drum and bass inglese Sigma ha pubblicato un remix della canzone intitolato Nobody to Love. Partendo da un bootleg di Bound 2, il duo lo ha rielaborato pubblicandolo come secondo singolo del loro album di debutto Life. La canzone è arrivata in cima alla classifica britannica Official Singles Chart in seguito alla sua pubblicazione e ha venduto oltre 121.000 copie nella prima settimana.